# Gestaltismus

Kanizsův trojúhelník – tento optický klam názorně vysvětluje, jak si lidské oko a mysl subjektivně vytváří nebo doplňuje tvary tam, kde nejsou.

Tvarová psychologie (též gestalt psychologie, gestalt principy nebo gestaltismus) prosazuje zásadu tzv. celostnosti.
Vystupuje proti orientaci psychologických laboratoří na vyčleňování jednoduchých elementů prožívání a chování, tedy proti tzv. elementové psychologii, hodlající vyčlenit určité základní jednotky (např. reflexy) a z nich pak jaksi skládat větší celky.
Tvarová psychologie tvrdí, že elementy jsou jen výsledkem umělé abstrakce a konstrukce. Psychologická realita se vyznačuje přirozenými celky fungujícími vždy v organických souvislostech. Vše živé směřuje k tvarům, celkům, formám, a touto tendencí se řídí vnímání, myšlení, chování i usilování vůle.

## Etymologie
Gestaltismus vznikl z německého výrazu Gestalt, jenž je do češtiny překládán jako podoba, tvar, celek, struktura, útvar. V současnosti je název používán v původní německé formě. Tento směr vznikl jako reakce na elementarismus: kladl důraz na odlišnost kvality celku jako pouhého sumáře jednotlivých kvalit, které obsahuje. „Celek je víc než suma částí a celky nelze vždy vykládat z částí.“ (Köhler prováděl pokusy na šimpanzích v uzavřené místnosti, kde byl také umístěn banán jako pozitivní odměna. Banán byl však položen dostatečně vysoko, tak aby na něj nedosáhli jednoduchým způsobem).

## Představitelé
- Max Wertheimer (1880–1943)
- Wolfgang Köhler (1887–1967)
- Kurt Koffka (1886–1941)

## Gestalt zákony
- Zákon blízkosti – tendence vnímat podobné objekty jako skupiny nebo série
- Zákon podobnosti – smíšené skupiny podobných a odlišných objektů vidíme po skupinách
- Zákon pokračování/směru – v obrazcích hledáme čáry s nepřerušeným pokračováním
- Zákon výstižnosti (Prägnanz) – tendence vidět nejjednodušší tvar
- Zákon dobrého tvaru – tendence doplňovat obrazce
- Vnímání figury a pozadí – schopnost mysli zaměřit pozornost na smysluplný tvar a ignorovat zbytek
- Konstantnost velikosti – schopnost vnímání perspektivy